# Тимченки (Роменський район)
Тимченки́ — село в Україні, у Роменському районі Сумської області. Населення становить 330 осіб. Входить до складу Вільшанської сільської громади.

## Географія
Село Тимченки знаходиться на березі річки Вільшанка, вище за течією на відстані 2 км розташоване село Саєве, нижче за течією на відстані 1,5 км розташоване село Вільшана.

## Історія
12 червня 2020 року, відповідно до розпорядження Кабінету Міністрів України № 723-р «Про визначення адміністративних центрів та затвердження територій територіальних громад Сумської області», село увійшло до складу Вільшанської сільської громади.
19 липня 2020 року, в результаті адміністративно-територіальної реформи та ліквідації Недригайлівського району, громада увійшла до складу новоутвореного Роменського району.

## Політика

### Парламентські вибори, 2019
На позачергових парламентських виборах 2019 року у селі функціонувала окрема виборча дільниця № 590377, розташована у приміщенні клубу.
Результати
- зареєстровано 166 виборців, явка 68,07%, найбільше голосів віддано за «Слугу народу» — 31,25%, за Всеукраїнське об'єднання «Батьківщина» і «Силу і честь» — по 15,18%[3]. В одномандатному окрузі найбільше голосів отримали Максим Гузенко (Слуга народу) і Анатолій Кобзаренко (самовисування) — по 28,32%, за Віктора Ладуху (Всеукраїнське об'єднання «Батьківщина») — 13,27%[4].

## Населення

### Мова
Розподіл населення за рідною мовою за даними перепису 2001 року:
| Мова       | Кількість | Відсоток |
| ---------- | --------- | -------- |
| українська | 327       | 99.09%   |
| російська  | 3         | 0.91%    |
| Усього     | 330       | 100%     |

## Відомі уродженці
- М. І. Денисенко (1899—1949) — генерал-майор, Герой Радянського Союзу.
- Микола Семенович Пилипенко (1944—2011) — професор, кандидат технічних наук, завідувач кафедри ХНТУСГ, науковець.
- Гриценко Микола Семенович (1962) — український поет, прозаїк, журналіст, громадський діяч.